# Ralph Mansfield, 4. Baron Sandhurst
Ralph Sheldon Mansfield, 4. Baron Sandhurst (* 19. Juli 1892; † 28. Oktober 1964) war ein britischer Adliger.

## Leben
Er war der Sohn und Erbe des John Mansfield, 3. Baron Sandhurst (1857–1933).
Ralph wurde am Winchester College und auf dem Trinity College (Cambridge) ausgebildet. Während des Ersten Weltkriegs diente er als Offizier in den Royal Engineers bei der Signalübermittlung und wurde 1918 als Officer des Order of the British Empire ausgezeichnet.
1933 erbte er beim Tod seines Vaters dessen Adelstitel als Baron Sandhurst und den damit verbundenen Sitz im House of Lords.
1939 kehrte er als Stabsoffizier in das Royal Corps of Signals zurück und war für den MI8 tätig. Er stieg bis in den Rang eines Lieutenant Colonel auf.
Nach dem Krieg war er Vorstand der British Road Federation und Präsident der Hatch Mansfield & Company.

## Familie
Ralph heiratete am 8. Februar 1917 Morley Victoria Upcher († 1961), eine Tochter des Edward Berners Upcher. Aus der Ehe gingen drei Kinder hervor:
- Valerie Mansfield (1918–1994), ⚭ George Parker, 8. Earl of Macclesfield
- John Mansfield, 5. Baron Sandhurst (* 1920)
- Ralph Mansfield (* 1926)